# Rádlo (okres Jablonec nad Nisou)
Rádlo je obec nacházející se v okrese Jablonec nad Nisou, kraj Liberecký. Žije zde přibližně 1 000 obyvatel.

## Části obce
- Rádlo (Radl; někdy se dělí na Horní, Prostřední a Dolní Ves, něm. Oberdorf, Mitteldorf a Niederdorf)
- Milíře (Kohlstatt)

### Osady, samoty, zaniklá sídla
- Dolní Háje (Niedere Haine)
- Horní Háje (Obere Haine)
- Dolánky (Ober Hain)
- U Turka (Türkei)

K Rádlu dále náležela nebo náleží menší část zaniklých, popř. polozaniklých osad Svatý Kříž (Heiligenkreuz), větší část Hájku (Hanichen nebo Buschdörfl), jehož menší část se zachovala coby samota patřící k Rychnovu u Jablonce nad Nisou, a existující osady Dolní Dobrá Voda (Gutbrunn), Dobrá Voda ((Bad) Gutbrunn) a Nový Svět (Neuwelt).
V minulosti byly součástí Rádla i zaniklá osada Mohelka a tři mlýny v údolí říčky Mohelky, zvaném Hölleloch - neexistující Rádelský mlýn (Radlermühle; patřil k výše zmíněné osadě Mohelka), na jehož místě se nachází křižovatka rychlostní komunikace R 35 a silnice I/65, Papírna (Papiermühle; pod osadou Svatý Kříž) a Schneiderův mlýn (Schneidermühle), na jejichž místě stojí zástavba do současnosti.

## Historie
První písemná zmínka o obci pochází z roku 1419, kdy klášter v Hradišti prodal Jindřichovi z Valdštejna mimo jiné i faru Rychnov s Rádlem za 500 kop gr. českých. Osady Milíře i Dobrá Voda jsou zmiňovány až v 17. století. Před rokem 1848 patřilo Rádlo k panství Svijany a faře Rychnov. Osada Milíře (obec Jeřmanice) k panství Starý Dub a faře Jeřmanice. Po roce 1948 bylo Rádlo součástí soudního a politického okresu Jablonec n. N., osada Milíře spolu s Jeřmanicemi patřila do politického a soudního okresu Liberec.

## Současnost
V obci je mateřská školka a I. stupeň základní školy. Řada spolků a sdružení: Sbor dobrovolných hasičů, chovatelé, myslivci, Sokol Rádlo, turistický oddíl rádelské Šlapky.

## Pamětihodnosti

### Pamětihodnosti na Rádle
- Kostel Nejsvětější Trojice. Na místě kostela původně stávala zvonice. V roce 1725 až 1726 zde byla postavena kaple svaté Trojice a v roce 1829 byla ke kapli přistavěna věž. V roce 1931 byla kaple s věží zbourána a na jejím místě byl vybudován kostel který byl ještě v roce 1948 rozšířen.
- Repliku souboru soch Getsemanská zahrada z roku 2014 umístěnou vedle kostela. Původní soubor z r. 1829 (autorem byl pravděpodobně kameník Ignác Martinec z nedalekých Sestroňovic), který stával mezi domy čp. 71 a 67 (u transformátoru) a v 60. letech byl po opakovaném poškození vandaly přemístěn manžely Scheybalovými do zahrady bývalé fary u jabloneckého kostela sv. Anny
- Pískovcový sloup před kostelem s reliéfy Panny Marie Bolestné, sv. Františka Serafínského a sv. Josefa s Ježíškem. Roku 1808 jej nechal za 300 zlatých postavit Josef Lang z čp. 103, od roku 1958 je památkově chráněný pod číslem 47214/5-91.
- Modře natřený podstavec s křížkem na návsi, jenž býval součástí morového sloupku z 18. století, na němž údajně stávala soška sv. Františka.
- Klasicistní kříž u chalupy če. 66 z roku 1828 s reliéfy Beránka Božího na knize a Ježíše modlícího se v Getsemanské zahradě, památkově chráněný pod číslem 20068/5-90
- Kříž u domu čp. 205
- Pomník padlým z první světové války z roku 1930 na křižovatce do Milířů
- Pomník u domu čp. 116 a školy
- Budova školy z roku 1893, znehodnocená pozdějšími úpravami
- Řada památek lidové architektury na Rádle i v Milířích
- Vilová zástavba z první poloviny 20. století, zejm. v osadách Horní a Dolní Háje
- Rádelský hřbitov s poškozenou kaplí (hrobkou)[4] a předválečnými náhrobky
- Schlenzova kaplička v polích v dolní části Rádla
- Kamenný podstavec kříže v lokalitě U Křížku
- Poškozená Wallerova kaplička v lese nad starým meandrem říčky Mohelky, nad Papírnou na pp. 1306[5]
- V tzv. Svijanském lese (resp. Rohanském) severovýchodně od Rádla (mezi Rádlem a Dobrou Vodou) se nachází Rohanův pomník, zvaný též U šedesáti dubů, vztyčený roku 1913 u příležitosti dvacátých narozenin sychrovského prince Alaina Rohana (1893-1976) a v témže roce doplněný o 60 nově vysázených dubů na paměť šedesátin princova otce – knížete Alaina Rohana (1853-1914). Cestou k turistické lávce Rádlo se zde dále nachází pomníček s dřevěnou německou deskou (před rekonstrukcí z roku 2015 zvaný U Dobráka s kresleným portrétem myslivce) a na jihozápadním úpatí vrchu Hradešína (Hradschin; 630 m) skálu s výklenkem a soškou Panny Marie Pomocné, zvanou Maria Hilf. V lese pod současnou silnicí do Rychnova u Jablonce n. N. najdeme odpočívadlo s kamennými lavičkami a pomníkem, zřízené roku 1925 na paměť rohanského lesního rady Josefa Tetsche.

### Pamětihodnosti na Milířích
- Kaple Sedmibolestné Panny Marie nacházející se v části Milíře pochází z let 1798 až 1799, památkově chráněná pod číslem 23908/5-92
- Usedlost Vejprty na Milířích, památkově chráněná pod číslem 20556/5-4802
- Žulový balvan zvaný Bluďák s pomníčkem účasti císaře Josefa II. na zdejších manévrech v lese jižně od milířské kaple
- Milířský hřbitov s ohradní zdí a předválečnými náhrobky

### Zaniklé, ztracené a přemístěné památky
- Několik rádelských památek zaniklo nebo již není na svém místě. Jedná se o kapličku, jež stávala v údolí Mohelky na pp. 1320 naproti Papírně,[6] dále o sochu sv. Jana Nepomuckého nad Rádelským mlýnem, a o tzv. Rádelskou pietu, která stávala nad vsí při rozorané polní cestě do Milířů pod vrchem Hraničník (Kanterberg; 599 m).

## Zajímavosti
- Turistická lávka Rádlo určená pro pěší a cykloturisty. Stavba turistické lávky Rádlo je součástí projektu multifunkční turistické magistrály Euroregionu Nisa „Nová Hřebenovka“
- Přírodní památka Rádlo zaujímající rozlohu 3,5 ha. Chráněné území zahrnuje slatinné louky a přilehlé podmáčené olšiny a březiny kolem Rádelského potoka, přitékajícího z prameniště v osadě Milíře.
- Koupaliště z roku 1914, rozšířené v letech 1927–1928 o sportovní hřiště
- Císařský kámen vrch 637 m n. m. patřící do katastru obce Vratislavice nad Nisou (Liberec). V roce 2018 zde byla nově vybudována rozhledna. Konstrukce rozhledny ocelová, pozinkovaná s dřevěnými prvky. Původní, celodřevěná rozhledna postavená v roce 2009, byla pro technickou nezpůsobilost po 9 letech stržena.
- Bývalé Rádelské lomy, které byly po ukončení těžby zaváženy galvanickými kaly z podniků Tesla Praha či Bižuterie Jablonec n. N. Celorepublikově známým se toto místo stalo teprve v roce 2010, kdy zde údajný vrah Martin H. měl zavraždit pět svých obětí a následně je zde i zahrabat.

## Doprava
Obec je spojena četnými autobusovými spoji s Jabloncem nad Nisou a Rychnovem u Jablonce nad Nisou Archivováno 21. 12. 2007 na Wayback Machine.. V blízkosti se nachází silnice I/35. Roku 1859 byla zbudována železniční trať Pardubice – Liberec; v jihozápadní části Rádla se nachází vlaková zastávka, kde v současnosti zastavují osobní vlaky linky Liberec – Nová Paka.